# هارون بازار
هارون بازار (بالفارسية: هارون بازار) هي قرية تقع في منطقة بولان في إيران. يقدر عدد سكانها بـ 106 نسمة بحسب إحصاء 2016.